# マット・ランデル
マシュー・ランデル（Matthew Randel , 1977年2月15日 - ）は、アメリカ合衆国ワシントン州出身の元プロ野球選手（投手）。韓国球界での登録名は、랜들。

## 来歴
1995年のMLBドラフト84巡目でロサンゼルス・ドジャースに指名されたが、これを拒否。その後ルイスアンドクラーク州立大学に進学したが、環境に馴染めず中退。
1999年5月に福岡ダイエーホークスの入団テストを受験し、合格・入団が決まる。当時22歳でプロ経験も全くなかったため、ダイエーとしては完全に育成目的での獲得であり、年俸はドラフトで下位指名された高卒選手並みの480万円であった。1年目から二軍戦で活躍し、2年目の2000年には一軍初登板も経験したが、シーズン終了後に戦力外通告を受け退団。その後一時現役を引退していた。
2002年に独立リーグ・ユナイテッドリーグ・ベースボールのフォートワース・キャッツへ入団し、現役に復帰。その年のオフに読売ジャイアンツにテスト入団。再び日本でプレーすることになった。
2003年はロドニー・ペドラザ、コリー・ベイリー、ゲーリー・ラスの保険的な扱いだったが、先発陣の故障とペドラザやベイリーの不調で一軍に昇格。4月24日の対ヤクルト戦で先発登板し、5回2失点でプロ初勝利を挙げる。その後の登板では結果を残せず二軍に逆戻りとなったが、年俸が格安ということもあって翌年も残留となった。海外プロリーグの経験がなく、ダイエー時代の一軍出場は1試合のみだったため、この年は新人王の資格が認められていた。
2004年はオープン戦で結果を残し、開幕一軍を勝ち取る。来日したニューヨーク・ヤンキースとの練習試合でもリリーフ登板し、デレク・ジーターにホームランを打たれている。前半戦は崩壊状態のリリーフ陣をブライアン・シコースキーと二人で支え、また先発ローテーションの谷間で先発も務めた。しかし、もともと右肘に不安があった上に酷使されてきたツケが来て、中継ぎ登板から中2日で先発した6月20日の対阪神戦後、右肘を故障。シーズンの残りを棒に振り、そのまま退団となった。
2005年1月4日、韓国プロ野球の斗山ベアーズに入団し、初年度に先発で12勝を挙げている。その後、2008年までの韓国通算4年間で49勝を挙げ、斗山にとって不可欠な存在となった。しかし、2009年シーズン開幕直前にソウルの地下鉄駅の階段で転倒し腰を骨折。長期離脱が避けられなくなったため解雇を言い渡され、直後に引退を表明。

## プレースタイル・人物
140km/h中盤のストレートとスライダー・カーブなどの変化球を投げる。
巨人時代は年俸が格安だったこともあり、川崎市の読売ジャイアンツ球場近くのアパートを借りて住んでいた。

## 詳細情報

### 年度別投手成績
| 年 度    | 球 団    | 登 板 | 先 発 | 完 投 | 完 封 | 無 四 球 | 勝 利 | 敗 戦 | セ 丨 ブ | ホ 丨 ル ド | 勝 率 | 打 者 | 投 球 回 | 被 安 打 | 被 本 塁 打 | 与 四 球 | 敬 遠 | 与 死 球 | 奪 三 振 | 暴 投 | ボ 丨 ク | 失 点 | 自 責 点 | 防 御 率 | W H I P |
| -------- | -------- | ----- | ----- | ----- | ----- | -------- | ----- | ----- | -------- | ----------- | ----- | ----- | -------- | -------- | ----------- | -------- | ----- | -------- | -------- | ----- | -------- | ----- | -------- | -------- | ------- |
| 2000     | ダイエー | 1     | 0     | 0     | 0     | 0        | 0     | 0     | 0        | --          | ----  | 3     | 0.1      | 2        | 0           | 0        | 0     | 0        | 1        | 1     | 0        | 0     | 0        | 0.00     | 6.00    |
| 2003     | 巨人     | 3     | 2     | 0     | 0     | 0        | 1     | 1     | 0        | --          | .500  | 44    | 9.1      | 12       | 0           | 5        | 0     | 0        | 5        | 0     | 0        | 8     | 8        | 7.71     | 1.82    |
| 2004     | 巨人     | 24    | 2     | 0     | 0     | 0        | 3     | 2     | 1        | --          | .600  | 174   | 39.2     | 39       | 7           | 18       | 3     | 2        | 42       | 0     | 1        | 24    | 24       | 5.45     | 1.44    |
| 2005     | 斗山     | 29    | 26    | 0     | 0     | --       | 12    | 7     | 0        | 0           | .632  | 658   | 149.2    | 163      | 18          | 47       | 1     | 15       | 111      | 3     | 0        | 59    | 54       | 3.25     | 1.40    |
| 2006     | 斗山     | 30    | 30    | 2     | 2     | --       | 16    | 8     | 0        | 0           | .667  | 795   | 192.1    | 170      | 14          | 58       | 2     | 10       | 142      | 2     | 0        | 66    | 63       | 2.95     | 1.19    |
| 2007     | 斗山     | 28    | 28    | 0     | 0     | --       | 12    | 8     | 0        | 0           | .600  | 684   | 164.1    | 142      | 16          | 55       | 4     | 10       | 113      | 3     | 0        | 60    | 57       | 3.12     | 1.20    |
| 2008     | 斗山     | 29    | 29    | 0     | 0     | --       | 9     | 9     | 0        | 0           | .500  | 664   | 150.2    | 171      | 15          | 49       | 2     | 9        | 101      | 3     | 2        | 78    | 75       | 4.48     | 1.46    |
| NPB：3年 | NPB：3年 | 28    | 4     | 0     | 0     | 0        | 4     | 3     | 1        | --          | .571  | 221   | 49.1     | 53       | 7           | 23       | 3     | 2        | 48       | 1     | 1        | 32    | 32       | 5.76     | 1.52    |
| KBO：4年 | KBO：4年 | 116   | 113   | 2     | 2     | --       | 49    | 32    | 0        | 0           | .605  | 2801  | 657.0    | 646      | 63          | 209      | 9     | 44       | 467      | 11    | 2        | 263   | 249      | 3.41     | 1.30    |

- 各年度の太字はリーグ最高

### 記録
NPB
- 初登板：2000年7月19日、対千葉ロッテマリーンズ17回戦（千葉マリンスタジアム）、8回裏1死に4番手として救援登板、1/3回無失点
- 初奪三振：同上、8回裏に初芝清から
- 初先発・初勝利：2003年4月24日、対ヤクルトスワローズ2回戦（東京ドーム）、5回2失点
- 初セーブ：2004年6月1日、対中日ドラゴンズ6回戦（東京ドーム）、8回表に2番手として救援登板・完了、2回無失点

### 背番号
- 60 （1999年 - 2000年）
- 93 （2003年 - 2004年）
- 30 （2005年 - 2009年）